# C12orf43
C12orf43 (англ. Chromosome 12 open reading frame 43) – білок, який кодується однойменним геном, розташованим у людей на короткому плечі 12-ї хромосоми. Довжина поліпептидного ланцюга білка становить 262 амінокислот, а молекулярна маса — 28 171.
| 10         |  | 20         |  | 30         |  | 40         |  | 50         |
| ---------- |  | ---------- |  | ---------- |  | ---------- |  | ---------- |
| MAAPSGTVSD |  | SESSNSSSDA |  | EELERCREAA |  | MPAWGLEQRP |  | HVAGKPRAGA |
| ANSQLSTSQP |  | SLRHKVNEHE |  | QDGNELQTTP |  | EFRAHVAKKL |  | GALLDSFITI |
| SEAAKEPAKA |  | KVQKVALEDD |  | GFRLFFTSVP |  | GGREKEESPQ |  | PRRKRQPSSS |
| SEDSDEEWRR |  | CREAAVSASD |  | ILQESAIHSP |  | GTVEKEAKKK |  | RKLKKKAKKV |
| ASVDSAVAAT |  | TPTSMATVQK |  | QKSGELNGDQ |  | VSLGTKKKKK |  | AKKASETSPF |
| PPAKSATAIP |  | AN         |  |            |  |            |  |            |

A: Аланін

C: Цистеїн

D: Аспарагінова кислота

E: Глутамінова кислота

F: Фенілаланін

G: Гліцин

H: Гістидин

I: Ізолейцин

K: Лізин

L: Лейцин

M: Метіонін

N: Аспарагін

P: Пролін

Q: Глутамін

R: Аргінін

S: Серин

T: Треонін

V: Валін

Кодований геном білок за функцією належить до фосфопротеїнів. 